# Llano de San Francisco
Llano de San Francisco är en ort i Mexiko.   Den ligger i kommunen Pinal de Amoles och delstaten Querétaro Arteaga, i den centrala delen av landet, 200 km norr om huvudstaden Mexico City. Llano de San Francisco ligger 2 556 meter över havet och antalet invånare är 198.
Terrängen runt Llano de San Francisco är bergig åt nordväst, men åt sydost är den kuperad. Runt Llano de San Francisco är det ganska tätbefolkat, med 54 invånare per kvadratkilometer. Närmaste större samhälle är Pinal de Amoles, 6,4 km sydost om Llano de San Francisco. I omgivningarna runt Llano de San Francisco växer i huvudsak blandskog.